# Abisara echeria
Abisara echeria är en fjärilsart som beskrevs av Stoll 1790. Abisara echeria ingår i släktet Abisara och familjen Riodinidae. Inga underarter finns listade i Catalogue of Life.